# Годакавела (підрозділ окружного секретаріату)
Підрозділ окружного секретаріату Годакавела — підрозділ окружного секретаріату округу Ратнапура, провінції Сабарагамува, Шрі-Ланка. Складається з 44 Грама Ніладхарі.